# VH1 Storytellers
Storytellers é uma série de televisão produzida pelo VH1.
Artistas em cada episódio executam na frente de uma platéia (na maioria das vezes, pequena e íntima), ao vivo, e contam histórias sobre sua música, experiências e memórias, algo semelhante a MTV Unplugged. O programa começou em 1996 com uma transmissão de Ray Davies, durante seu "tour Storyteller", e teve o seu nome a partir deste primeiro show.
Mais de 70 episódios foram exibidos, e muitas das performances foram posteriormente lançado em CD ou DVD.
| Episódio | Namo                                 | Data       |
| -------- | ------------------------------------ | ---------- |
| 01       | Ray Davies                           | 1996-02-20 |
| 02       | Jackson Browne                       | 1996-04-18 |
| 03       | Elvis Costello                       | 1996-05-29 |
| 04       | Sting                                | 1996-07-15 |
| 05       | The Black Crowes                     | 1996-08-27 |
| 06       | Melissa Etheridge                    | 1996-09-13 |
| 07       | Lyle Lovett                          | 1996-10-21 |
| 08       | Garth Brooks                         | 1996-10-20 |
| 09       | Bee Gees                             | 1996-11-25 |
| 10       | James Taylor                         | 1997-03-26 |
| 11       | Phil Collins                         | 1997-04-14 |
| 12       | Willie Nelson & Johnny Cash          | 1997-05-12 |
| 13       | John Fogerty                         | 1997-06-06 |
| 14       | Counting Crows                       | 1997-08-12 |
| 15       | Billy Joel                           | 1997-09-01 |
| 16       | Elton John                           | 1997-09-19 |
| 17       | Paul Simon                           | 1997-10-20 |
| 18       | Sarah McLachlan with Paula Cole      | 1998-01-29 |
| 19       | Shawn Colvin                         | 1998-03-27 |
| 20       | Rod Stewart                          | 1998-04-28 |
| 21       | Culture Club                         | 1998-05-02 |
| 22       | Bonnie Raitt                         | 1998-05-12 |
| 23       | Ringo Starr                          | 1998-05-13 |
| 24       | Stevie Nicks                         | 1998-08-18 |
| 25       | Sheryl Crow                          | 1998-08-20 |
| 26       | Natalie Merchant                     | 1998-09-14 |
| 27       | John Mellencamp                      | 1998-10-01 |
| 28       | Meat Loaf                            | 1998-10-05 |
| 29       | R.E.M.                               | 1998-10-23 |
| 30       | Tori Amos                            | 1998-10-24 |
| 31       | Tony Bennett and Backstreet Boys     | 1998-10-25 |
| 32       | Dave Matthews Featuring Tim Reynolds | 1999-03-24 |
| 33       | Tom Petty                            | 1999-03-31 |
| 34       | Tom Waits                            | 1999-04-01 |
| 35       | Jewel                                | 1999-06-09 |
| 36       | The Pretenders                       | 1999-06-25 |
| 37       | Def Leppard                          | 1999-07-26 |
| 38       | Alanis Morissette                    | 1999-07-26 |
| 39       | Lenny Kravitz                        | 1999-08-22 |
| 40       | David Bowie                          | 1999-08-23 |
| 41       | Wyclef Jean And Friends              | 1999-09-07 |
| 42       | Eurythmics                           | 1999-08-28 |
| 43       | Steely Dan                           | 2000-02-01 |
| 44       | Crosby, Stills, Nash & Young         | 2000-02-18 |
| 45       | Don Henley                           | 2000-02-19 |
| 46       | Stone Temple Pilots                  | 2000-03-08 |
| 47       | Duran Duran                          | 2000-06-25 |
| 48       | No Doubt                             | 2000-08-10 |
| 49       | Smashing Pumpkins                    | 2000-08-24 |
| 50       | Bon Jovi                             | 2000-09-22 |
| 51       | A tribute to The Doors               | 2000-09-26 |
| 52       | Matchbox Twenty                      | 2001-02-09 |
| 53       | Billy Idol                           | 19-04-2001 |
| 54       | Electric Light Orchestra             | 20-04-2001 |
| 55       | Train & Fuel                         | 17-06-2001 |
| 56       | Goo Goo Dolls                        | 12-04-2002 |
| 57       | Robert Plant                         | 14-02-2002 |
| 58       | Travis                               | 2003       |
| 59       | Coldplay                             | 2005       |
| 60       | Green Day                            | 05-06-2005 |
| 61       | Dave Matthews Band                   | 2005       |
| 62       | Bruce Springsteen                    | 23-04-2005 |
| 63       | Pearl Jam                            | 01-07-2006 |
| 64       | Dixie Chicks                         | 28-10-2006 |
| 65       | Jay-Z                                | 08-11-2007 |
| 66       | Mary J. Blige                        | 25-02-2088 |
| 67       | Kid Rock                             | 27-11-2008 |
| 68       | Kanye West                           | 28-02-2009 |
| 69       | Hanson                               | 2009       |
| 70       | Pete Townshend                       | 2009       |
| 71       | Foo Fighters                         | 2009       |
| 72       | ZZ Top                               | 2009       |
| 73       | John Mayer                           | 10-12-2009 |
| 74       | Christina Aguilera                   | 05-05-2010 |
| 75       | Kings of Leon                        | 13-05-2011 |
| 76       | Cee-Lo Green                         | 20-05-2011 |
| 77       | Death Cab for Cutie                  | 27-05-2011 |
| 78       | My Morning Jacket                    | 03-06-2011 |
| 79       | Ray LaMontagne                       | 10-06-2011 |
| 80       | Maxwell                              | 17-06-2011 |
| 81       | Jill Scott                           | 12-05-2012 |
| 82       | Jason Mraz                           | 01-06-2012 |
| 83       | Norah Jones                          | 08-06-2012 |
| 84       | Grace Potter and the Nocturnals      | 15-06-2012 |
| 85       | Taylor Swift                         | 11-11-2012 |
| 86       | Alicia Keys                          | 12-11-2012 |
| 87       | P!nk                                 | 13-11-2012 |